# Patrones genéticos
Patrones genéticos, conjunto de genes que configuran una característica distintiva a nivel dinámico (evolutivo, involutivo, configuración de los estados de desarrollo...) o estructural en un ser vivo. Los patrones genéticos se configuran a través de los mecanismos de adaptación biológica al entorno ecológico por parte de un organismo en particular.
A partir de su desarrollo, los patrones genéticos pueden desencadenar estados de emergencia biológica a partir de los cuales se han generado la totalidad de las especies que pueblan el planeta.